# 713-я противотанковая вертолётная эскадрилья
713-я противотанковая вертолётная эскадрилья (сербохорв. 713. protivoklopna helikopterska eskadrila / 713. противоклопна хеликоптерска ескадрила) — вертолётная эскадрилья военно-воздушных сил и войск ПВО СФРЮ. Образована в 1988 году в соответствии с приказом от 28 февраля 1986 года.

## История
Первоначальной базой эскадрильи был загребский аэродром Плесо, сама эскадрилья входила в состав 111-й авиационной бригады (позже — 111-й вертолётный полк) и была оснащена противотанковыми вертолётами Aérospatiale Gazelle отечественной сборки (Soko SA.341 Gazelle и Soko SA.342 Gama). В 1991 году после начала гражданской войны эскадрилья была переведена на авиабазу Лучко. В связи с эскалацией войны в Хорватии бригада оказалась на территории, контролируемой хорватскими частями, и Верховное командование ВВС СФРЮ приказало эвакуировать авиачасти на безопасную территорию: три вертолётные эскадрильи были переброшены на авиабазу Залужани под Баня-Лукой, среди которых была и 713-я. Расформирована в 1991 году, включена в состав 711-й противотанковой вертолётной эскадрильи.